# Giorgio Nicolis
Giorgio Nicolis (Torino, 16 luglio 1909 – ...) è stato un calciatore italiano, di ruolo ala.

## Carriera
Ha disputato con la Comense due campionati di Serie B tra il 1932 ed il 1934.